# Eva Činčerová
Eva Činčerová (16. listopadu 1943 Pelhřimov – 31. ledna 2005 Bystřice nad Pernštejnem) byla česká malířka, grafička, ilustrátorka a pedagožka.

## Život a tvorba
Narodila se 16. listopadu 1943 v Pelhřimově. V letech 1962–1968 vystudovala malbu na Akademii výtvarného umění v Praze v ateliéru prof. Vojtěcha Tittelbacha, kde ji ovlivnil zejména Tittelbachův asistent, grafik Ladislav Čepelák. Po absolutoriu zůstala na AVU jako pedagožka do roku 1991.
Ve své tvorbě se věnovala často tématům osamělosti a vykořeněnosti. Nejčastěji pracovala černou barvou a grafickými technikami suché jehly a leptu. Ryla přímo do měděné desky nebo do asfaltového krytu desky, nepředkreslovala si přípravnou kresbu ani nedělala rozvrh plochy. Její grafické listy jsou ceněny pro spontánní švih a styl, který „nezkazila“ naučená školní manýra. Ve svém ateliéru v Karlově ulici na Starém Městě pražském měla v době normalizace (kdy platily na veškerou reprodukční techniku v rukou soukromých osob restrikce, od povinného soupisu po namátkové kontroly) unikátně velký grafický lis s válcem o šířce 80 centimetrů, který jí dovolil otiskovat vyobrazené lidské postavy v životní velikosti.
Byla členkou Českého fondu výtvarných umění.

## Dílo
- Volná grafika – cykly: Portréty; Osamělí lidé; často nahé lidské postavy, provedené i ve velkých formátech
- Knižní ilustrace – významnější: Gustav Flaubert: Salambo; František Hrubín: Jobova noc; Wolfgang Rinecker: Kainovo znamení (1971)
- Vědecká ilustrace – Josef Moucha: Sbíráme motýly (Práce: Praha 1972)
- Animované filmy

## Zastoupení ve sbírkách
- Galerie hlavního města Prahy
- Galerie umění Karlovy Vary
- Moravská galerie v Brně
- Muzeum umění Olomouc
- Národní galerie v Praze
- Oblastní galerie Vysočiny v Jihlavě
- Památník národního písemnictví Praha

## Ocenění
- Roku roce 2009 obdržela in memoriam Cenu města Jihlavy za celoživotní dílo a přínos Jihlavě v oblasti výtvarné umělecké činnosti – grafiky.